# Леонов, Михаил Григорьевич
Михаил Григорьевич Леонов (род. 24 октября 1949 года) — советский и российский архитектор, член-корреспондент Российской академии художеств (2007).

## Биография
Родился 24 октября 1949 году, живёт и работает в Москве.
В 1973 году — окончил Московский архитектурный институт.
С 1982 года — член Союза архитекторов СССР, России.
Работает руководителем архитектурно-проектной мастерской № 5 государственного унитарного предприятия города Москвы Управления по проектированию общественных зданий и сооружений «Моспроект-2 имени М. В. Посохина».
В 2007 году — избран членом-корреспондентом Российской академии художеств от Отделения архитектуры.

## Проекты и постройки
- гостиница «Президент-отель» на Большой Якиманке;
- комплекс Международных банков на проспекте академика Сахарова;
- административное здание Миннефтегаза на ул. Житная, д.14;
- административное здание Министерства внутренних дел Российской Федерации на ул. Житная, д.16;
- спорткомплекс с бассейном в Спасоаналивковском переулке;
- административное здание Госкомнефтепродуктов на Котельнической набережной;
- здания Госэкспорта в Голутвинском переулке;
- здание «Токобанка». г. Москва, ЦАО, Краснопресненская набережная, д.6;
- административное здание КонверсБанка г. Москва, ЦАО, Котельническая набережная, 33;
- офисное здание «Самсунг» и «Александр-Хаус» на ул. Большая Якиманка;
- жилые дома в Погорельском переулке;
- Жилой дом, Казачий пер., 10;
- жилые дома, 1-й Хвостов переулок, 5 и 4/5;
- реконструкция и новое строительство на Б.Якиманке, 12-4;
- банковское здание на ул. Большая Якиманка, 18;
- торговый комплекс «Мираж» на Волгоградском проспекте;
- «Банк-Австрия», Казачий переулок;
- Реконструкция здания, Пречистенский переулок, вл. 14, бизнес-Центр «Аврора-плаза»;
- жилой дом на Якиманке, д. 50;
- жилой дом на Старопименовском переулке, 7-9;
- НИИ неотложной детской хирургии и травматологии. г. Москва, ЦАО, ул. Большая Полянка, 20-22;
- здание «ГранКредит Банка» на Новинском бульваре, 3;
- здание «Руськонцерт» на Б.Полянке, 2/10;
- здание «Озерки», Пестовский переулок, 1;
- жилой дом «Сетунь» на ул. Минная, 35;
- офисный комплекс на Кадашевской набережной, вл.16-18;
- офисное здание страховой компаниеи «МАКС», на М. Ордынке;
- офисный комплекс на Б. Якиманке, 42;
- здание Банка на Б. Якиманке, 40;
- жилой дом на ул. Старая Басманная, 12/14;
- комплекс зданий Московского городского суда. г. Москва, ВАО, Богородский вал, вл.8;
- прокуратура города Москвы. г. Москва, Площадь Крестьянской заставы;
- многоэтажная автостоянка с развлекательным комплексом. г. Москва, ЦАО, 1-й Голутвинский переулок, 6;
- жилой комплекс «Онегин». г. Москва, ЦАО, ул. Малая Полянка, вл.2 (2-й Хвостов пер.);
- гостиница «Интернациональ». г. Москва, ЦАО, ул. Тверская, 22;
- Российский научный центр восстановительной медицины и курортологии («РНЦ ВМиК») и многофункциональный коммерческий комплекс. г. Москва, ЦАО, ул. Новый Арбат, вл. 32.

## Награды
- Премия Правительства Российской Федерации в области науки и техники (в составе группы, за 2006 год) — за разработку и внедрение новых технологий и проектно-технических решений при строительстве и реконструкции комплекса зданий Московского городского суда[1]
- Заслуженный архитектор Российской Федерации (2012)[2]
- Почётный строитель Российской Федерации и Москвы (1999)
- Почётный архитектор Российской Федерации (2001)
- Лауреат конкурса «Лучший реализованный проект 1990 года» (2000) — за здание «Токобанка» на Краснопресненской набережной
- Конкурс «Лучшие новостройки Москвы — 2010» (по разделу «Объекты культуры, медицины и спортивные сооружения») — за новый корпус «НИИ неотложной детской хирургии и травматологии» на Полянке (2011)
- Почётная грамота Правительства города Москвы (2012) — за здание Прокуратуры города Москвы на Крестьянской заставе
- Лауреат конкурса «Лучший реализованный проект 2012 года в области инвестиций и строительства» (2013) — за апелляционный корпус здания Московского городского суда на Богородском валу